# Ursus thibetanus gedrosianus
L'orso nero del Belucistan (Ursus thibetanus gedrosianus) è una sottospecie dell'orso dal collare, che abita le montagne del Belucistan, nel Pakistan meridionale.

## Descrizione
L'orso nero del Belucistan è una delle sottospecie più piccole tra gli orsi tibetani.
Ha una macchia sul petto più scura rispetto a quella delle altre sottospecie e ha una testa più sottile ma presenta ancora il caratteristico collare della specie attorno ad essa. Ha un manto di colorazione abbastanza variabile, che può andare dall'arancio rossastro al nero intenso. Ha una pelliccia insolitamente sottile per un orso nero asiatico, dovuta alla presenza di questa sottospecie in regioni più temperate rispetto alla maggior parte delle altre sottospecie, abituate al clima più freddo dell'Himalaya.

## Distribuzione
L'orso nero del Belucistan abita le regioni più alte della provincia del Belucistan. È ampiamente diffuso sulle colline a sud di Khuzdar. È stato avvistato anche a Takht-e-Sulaiman, a Toba Kakar, a Ziarat e nel distretto di Kalat.
Una volta era diffuso quasi in tutto il Belucistan. Si ritiene tuttavia estinto nella maggior parte dell'area.

## Dieta
Questa specie è onnivora, poiché si nutre di frutta, insetti e piccoli rettili. Può anche rompere i tronchi per cacciare larve. Sebbene siano onnivori, prediligono la frutta, in particolare fichi, banane, olive indiane e giuggiole selvatiche.